# میگوئل ای. نونیز جونیور
میگوئل ای. نونیز جونیور (به انگلیسی: Miguel A. Núñez, Jr.) (زاده ۱۱ اوت ۱۹۶۴) بازیگر آمریکایی است.
از فیلم‌های معروف که او در آن بازی کرده می‌توان به فیلم‌های جوانا من، ملاقات دیو، بازگشت مردگان زنده، چرا احمق‌ها عاشق می‌شوند، عزیزم رفت و اکش جکسون اشاره کرد.